# 露西·默塞尔·拉瑟弗德
露西·佩吉·默塞尔·拉瑟弗德（英語：Lucy Page Mercer Rutherfurd，1891年4月26日—1948年7月31日）是一位美国女性，因為其与前美国总统富兰克林·D·罗斯福的婚外情而为人所熟知。

## 家庭背景
1891年，露西出生于华盛顿特区的一个天主教家庭。她的父亲卡罗尔·默塞尔（1857-1917），在美西战争中是西奥多·罗斯福所组织的美国第一志愿骑兵旅的一员。母亲米妮·默塞尔（1863-1947），是一位波西米亚风的独立女性:67-68。虽然夫妇两人各自来自殷实之家，但大手大脚的消费习惯，再加上1893年大恐慌的冲击，家财终于所剩无几。:30-31 所以露西出生几年，父母便劳燕分飞，父亲不久堕落为酒鬼，露西由其母亲一人养大。:68露西还有一位姐姐维奥莱塔·卡罗尔·默塞尔（Violetta Carroll Mercer，1889-1947），:30 后者曾在一战中美国远征军中担任战地护士，后来嫁与军医威廉·贝瑞·马布里（William Berry Marbury）为妻。后来在1947年，当这位医生提出离婚时，维奥莱塔绝望地自杀了。:354-355

## 与富兰克林·罗斯福的婚外情
迫于生计压力，年轻的露西·默塞尔早早开始工作，曾短暂地为一家服装店打工。1914年，她谋到了一份新工作：为富兰克林·罗斯福的妻子埃莉诺·罗斯福担任社交秘书。很快，露西便成了罗斯福一家的常客和埃莉诺的好友。:217根据历史学家约瑟夫·佩西科和哈泽尔·罗利等人的推测，罗斯福与露西·默塞尔的婚外情开始于1916年夏天，当时埃莉诺和孩子们为避暑前往坎波贝洛岛度假，而罗斯福留在华盛顿。:93:72
到第二年，罗斯福已经频频邀请露西参加他的游艇派对，而埃莉诺则干脆拒绝参加。:75当年六月，露西不再为埃莉诺工作（不清楚是自愿辞职或被埃莉诺辞退），转而到海军工作。:75:98罗斯福是当时的助理海军部长，而露西正是被指派到他的办公室工作。:75两人不时幽会，华盛顿一时流言纷纷。西奥多·罗斯福的女儿，爱丽丝·罗斯福·朗沃斯是埃莉诺的亲堂姐，可是她竟也鼓励罗斯福和露西的婚外情，甚至邀请两人一起参加晚宴。许多年后她回忆此事，评价说：“富兰克林也该享受下好日子了……毕竟，他娶的是埃莉诺啊。”:78
1918年，罗斯福到欧洲视察海军的备战情况。当年11月他回到美国时，患上了严重的肺病；祸不单行，埃莉诺从他的手提箱中发现了一整包来自露西·默塞尔的情书。:79-80埃莉诺随即提出离婚。:228
罗斯福的母亲萨拉·罗斯福，强烈反对儿子答应离婚，因为这很可能终结他的政治前途。她甚至声称，如果儿子选择离婚，就会失去继承家族遗产的权利。其实，即便罗斯福能够离婚，也未必能与露西·默塞尔结婚：后者是天主教徒，教规不允许她与离婚男子结婚。:228 但也有不少历史学家对此颇有怀疑，比如埃莉诺的传记作家布兰歇·威森·库克就觉得这一点并不构成障碍。:228-229约瑟夫·佩西科也持类似看法，因为默塞尔一家本来就皈依天主教未久，而且露西的母亲米妮，就曾经离婚并再婚过。:128
最后，富兰克林·罗斯福告诉露西·默塞尔他不能离婚，理由是埃莉诺不肯答应。:82
罗斯福维持了与埃莉诺的婚姻，发誓不再与露西见面。罗斯福的长子詹姆斯·罗斯福后来描述说，两人的婚姻在此次事件之后就成了“一次武装休战，一直持续到父亲去世”。埃莉诺自己后来这样评论此事：“我的记忆力像大象一样好。我可以原谅，却无法忘却。”:130这件事也成了她人生的转折点。对婚姻感到幻灭的埃莉诺，将自己的更多精力投入到社会服务而非家庭生活之中。:20威廉·曼彻斯特这样写道：“父母、婆婆、丈夫都伤了她的心，于是她便来关心全人类。”:72

## 婚后生活与婚外情的继续
露西此后离开首都，成为了温斯罗普·拉瑟弗德家几个孩子的家庭教师。:376拉瑟弗德是纽约社交界的著名人物，他年轻时曾成功赢得范德比尔特家族女继承人康苏埃洛·范德比尔特的芳心，只是由于后者的母亲好攀龙附凤，让康苏埃洛嫁给第九代马尔博罗公爵查尔斯·斯宾塞-丘吉尔（温斯顿·丘吉尔的堂兄），他才没有求婚成功。他的第一任妻子也并非寻常人家的女儿，乃是美国副总统列维·莫顿的千金艾丽丝·莫顿。艾丽丝于1917年去世后，五十多岁的温斯罗普·拉瑟弗德就成为了纽约社交圈里最为炙手可热的鳏夫之一。1920年2月11日，露西·默塞尔成为了他的第二任妻子，冠夫姓为露西·默塞尔·拉瑟弗德。:137-139

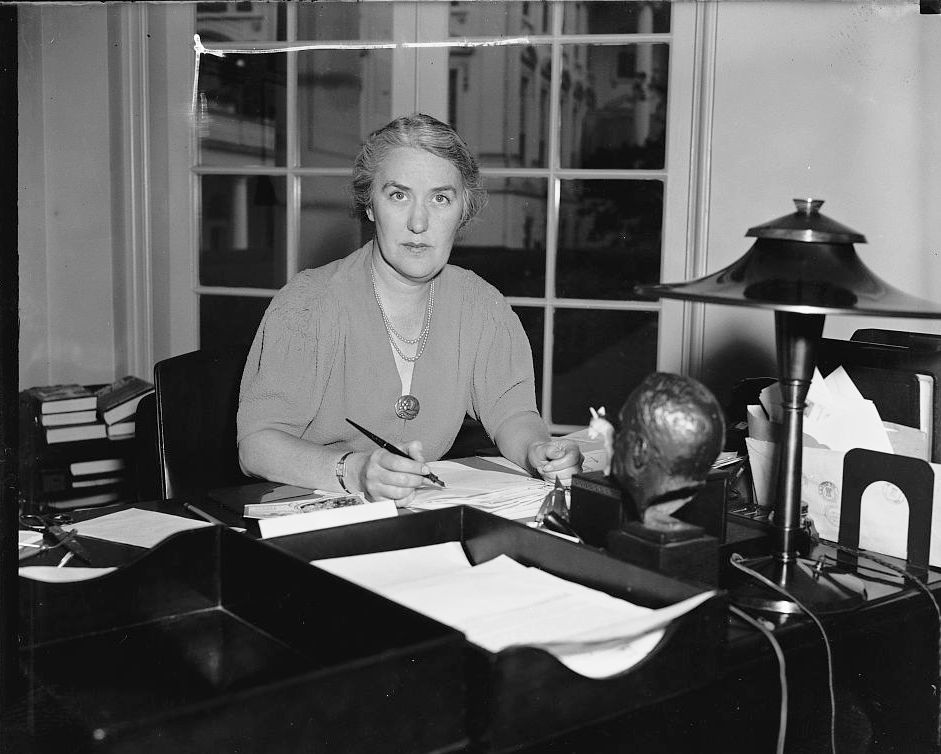
罗斯福的另一位情人，秘书玛格丽特·勒翰德

罗斯福是在一次聚会上偶然听闻露西的婚讯的。:229尽管对埃莉诺承诺过不再来往，罗斯福还是与露西鸿雁频传，在整个1920年代从未间断。1926年，罗斯福将自己第一次公开演讲的复写稿寄给露西，并且将这份稿件题献给她。:179戏剧性的一幕发生在1927年，有些书信恰巧被罗斯福的另一位婚外情对象——他的秘书玛格丽特·勒翰德发现，这位秘书大吃其醋，竟至患上了神经衰弱。:172
1933年罗斯福首次当选总统时，邀请露西·拉瑟弗德在就职典礼的前排贵宾席就座，目睹他的宣誓就职。:202有一次露西的丈夫心脏病发作，露西联系罗斯福，把他安排到沃尔特·里德陆军医疗中心治疗。:435不仅如此。1941年8月1日白宫的迎宾日志里出现了一个代号，历史学家多丽丝·卡恩斯·古德温认为这个代号代表的就是当天前往白宫赴总统私宴的露西·拉瑟弗德。:434露西的好友伊丽莎白·舒马托夫也成了总统的座上宾，露西介绍她给总统画像。:433
在多年的病痛折磨之后，温斯罗普·拉瑟弗德于1944年4月去世。:499在这之后，罗斯福与露西开始恢复见面。:500罗斯福的大女儿安娜·罗斯福当时负责安排白宫的部分社交活动，有一次罗斯福询问她，是否可以在埃莉诺不知情的情况下安排自己与露西见面。安娜了解露西在父母的婚姻中所扮演的角色，因此对这一要求不免感到愤怒，但还是同意了，最终安排他们在乔治城见面。出人意料地，安娜与露西·拉瑟弗德居然一见如故，两人很快成了好朋友。:517-519罗斯福与露西也更加频繁地见面，他们见面的地点一般是乔治城与阿灵顿之间的市郊道路上。有一次，罗斯福的专车本来是要从华盛顿开往他的老家，纽约州海德公园村，但半路忽然改道，开到新泽西州一条很少使用的铁路支线上，以便在那里与露西幽会。:72
1945年4月，安娜安排露西到罗斯福在佐治亚州的疗养地沃姆斯普林斯与罗斯福会面，舒马托夫夫人也一同前往。1945年4月11日，舒马托夫夫人正在为罗斯福画像时，罗斯福突发脑出血并昏迷，:598:600两人赶忙收拾离开。:282罗斯福不久即告不治，而露西在舒马托夫夫人的车上从广播中得知了这一消息。:279埃莉诺不久得知了总统去世时露西在场，情绪一度不能自已。她认为女儿安娜背叛了自己，:284:614，为此甚至在回到白宫后与安娜发生了争吵。:284不过，后来当埃莉诺在罗斯福的遗物中发现了舒马托夫夫人所绘的水彩画时，她还是将其寄给了露西，露西也礼貌地回信感谢并致以安慰。

## 婚外情的曝光
罗斯福去世后，政府因担心露西在场的消息会导致丑闻曝光，因而未对媒体提及此事。舒马托夫夫人的在场倒是为人所知，她为此开了记者会，回答了一些问题，不过并未暴露露西在其中扮演的角色。1948年7月31日，露西因患白血病去世，死前销毁了她与罗斯福间的所有通信。:351:293第二年，罗斯福去世现场的见证人之一、罗斯福秘书格雷斯·塔利发表了回忆录《富兰克林·D·罗斯福：我的上司》，提到了罗斯福去世时露西在场，但对于两人的关系并未多提。:291从此后直到埃莉诺去世，虽然时有传言罗斯福有过一段颇为严重的婚外情史，但人们也只知道女方是一位天主教徒，姓名不详，仅此而已。:294
这段婚外情的真正曝光是在1966年，当时罗斯福在1943-1945年间的一位主要助手约纳森·丹尼尔斯发表了回忆录《在两次大战之间》，揭露了这段往事。当媒体披露该书的主要内容之后，富兰克林·罗斯福的五子小富兰克林·德拉诺·罗斯福声称他对父亲的这段婚外情毫不知情。露西的女儿芭芭拉·拉瑟弗德，对此也断然否认。倒是史学家对此事的态度较为宽容。小阿瑟·施莱辛格就说：“如果说，露西·拉瑟弗德以某种方式帮助过富兰克林·罗斯福，让他扛起了二战期间领导美国的可怕重担，那么这个国家就有理由对她心存感激。”:356